# Lee Dixon
Lee Michael Dixon (Manchester, 17 de março de 1964) é um ex-futebolista inglês que atuava como lateral-direito. Viveu seus melhores momentos na carreira com a camisa do Arsenal.

## Carreira
Nascido em Manchester, era torcedor do Manchester City na infância, porém foi revelado nas categorias de base do Burnley. Entre 1980 e 1982, fez parte das categorias de base do clube, que o promoveu para a equipe principal em 1982. Até 1984, foram apenas 4 partidas disputadas com a camisa grená.
Ainda em 1984, mudou-se para o Chester City, onde seu futebol começou a despertar maior interesse de clubes mais tradicionais - em apenas uma temporada, disputou 57 jogos e marcou um gol. Em 1985, foi jogar no Bury, permanecendo novamente por um ano, disputando 45 partidas e marcando cinco gols. Seu desempenho fez com que o Stoke City investisse 50 mil libras em sua contratação, em 1986.
Nos Potters, Dixon formou uma eficiente dupla defensiva com Steve Bould, e suas atuações fizeram com que o Arsenal contratasse o lateral-direito por 765 mil libras, e Bould veio junto com ele.
Foi nos Gunners que Dixon tornou-se ídolo da torcida, conquistando doze títulos pela equipe. Um dos pilares da defesa do Arsenal durante a década de 1990, o jogador se aposentou dos gramados aos 38 anos, sendo o primeiro a se despedir do futebol - Tony Adams deixaria os gramados pouco depois, enquanto David Seaman fora contratado pelo Manchester City (o time pelo qual Dixon torcia na infância) e Martin Keown seguiria até 2004 na equipe. A última partida do lateral-direito foi contra o Everton, derrotado pelo Arsenal por 4 a 3, e na temporada 2001-02, somando-se todas as competições que o Arsenal disputou, o jogador ficou de fora apenas uma vez, contra o Fulham.
Após sua aposentadoria, Dixon passou a trabalhar como comentarista e colunista esportivo, funções que exerce até hoje.

## Seleção
Entre 1989 e 1992, Dixon defendeu o time B da Seleção Inglesa, atuando em 4 partidas. Pela equipe principal, disputou 22 jogos entre 1990 e 1999, marcando um gol.
Apesar de seu bom desempenho no Arsenal, Dixon acabou sendo preterido para a Copa de 1990 e para as Eurocopas de 1992 e 1996. Ele também terminou sendo esnobado por Glenn Hoddle para a Copa de 1998.
Sua última partida pelo English Team foi em fevereiro de 1999, quando o técnico interino Howard Wilkinson o convocou para um amistoso contra a França, que derrotou os ingleses por 2 a 0. Foi, também, o primeiro jogo de Dixon pela seleção desde 1993.